# Life Goes On (canção de BTS)
"Life Goes On" é uma canção do boy group sul-coreano BTS, gravada para o álbum de estúdio Be. Foi lançada como primeiro single juntamente com o álbum em 20 de novembro de 2020 pela Big Hit e Columbia Records.

## Antecedentes
Após o cancelamento da Map of the Soul Tour devido à pandemia de COVID-19, o grupo começou a trabalhar em um novo álbum. A gravadora do grupo anunciou oficialmente Be em 27 de setembro de 2020, afirmando que o álbum "transmite uma mensagem de cura para o mundo, declarando: "Mesmo diante dessa nova normalidade, nossa vida continua" em um comunicado à imprensa. Life Goes On foi anunciado como o primeiro single do álbum em 30 de outubro.

## Apresentações ao vivo
BTS vai apresentar "Life Goes On" com "Dynamite" no 48º American Music Awards, em 22 de novembro.

## Histórico de lançamento
| Região         | Data                   | Formato(s)                 | Gravadora(s)     | Ref.        |
| -------------- | ---------------------- | -------------------------- | ---------------- | ----------- |
| Várias         | 20 de novembro de 2020 | Download digital streaming | Big Hit Columbia | [ 3 ]       |
| Estados Unidos | 20 de novembro de 2020 | Vinil cassete              | Columbia         | [ 4 ] [ 5 ] |